# 艾馬多拉足球會
艾馬多拉足球會（葡萄牙語：Clube de Futebol Estrela da Amadora SAD），是位於葡萄牙里斯本西北部阿馬多拉的一間足球會。球队成立于2020年，是2011年破产的原同名俱乐部的继承者。

## 历史
2011年，成立于1932年的阿马多拉之星足球俱乐部（Clube de Futebol Estrela da Amadora）因财务问题破产解散。球迷成立了星体育俱乐部（Clube Desportivo Estrela），保留了原俱乐部的传统、青年队和其他体育项目。
2020年7月，新的阿马多拉之星足球俱乐部由星体育俱乐部与辛特拉足球俱乐部（Club Sintra Football）合并成立，并获得后者在葡萄牙足球錦標聯賽的席位。俱乐部还恢复了原同名俱乐部的队徽。
2020–21赛季，球队取得联赛第2名，升入葡萄牙足球乙级联赛。
2022–23赛季，球队取得联赛第3名，在晋级附加赛中以点球大战击败馬里迪莫，升入葡萄牙超級足球聯賽。